# Armallones
Armallones település Spanyolországban, Guadalajara tartományban. Armallones Arbeteta, Valtablado del Río, Ocentejo, Sacecorbo, Huertahernando, Zaorejas és Villanueva de Alcorón községekkel határos. Lakosainak száma 54 fő (2024).

## Népesség
A település lakosságának változását az alábbi diagram mutatja:
| Lakosok száma | 63   | 61   | 51   | 56   | 75   | 60   | 51   | 59   | 55   | 54   |
|               | 2001 | 2004 | 2006 | 2009 | 2011 | 2014 | 2016 | 2019 | 2021 | 2024 |